# Hvorledes Mary kom til filmen
Hvorledes Mary kom til filmen (originaltitel Mary of the Movies) er en amerikansk stumfilm fra 1923 af John McDermott.

## Medvirkende
- Marion Mack som Mary
- Florence Lee
- Mary Kane
- Jack Perrin som Jack
- Harry Cornelli som Mayle
- John Geough som Reel S. Tate
- Raymond Cannon som Oswald Tate
- Ray Hanford